# Třída Mijako
Třída Mijako je třída oceánských hlídkových lodí japonské pobřežní stráže. Celkem bylo objednáno osm jednotek této třídy. Prototyp je ve službě od roku 2020.

## Stavba
Celkem bylo objednáno osm jednotek této třídy. Do roku 2024 bylo postaveno šest plavidel. Z toho pět plavidel postavila japonská loděnice Mitsubishi Heavy Industries Maritime Systems (dříve Mitsui E&S) v Tamanu, zbývající hlídkovou loď Jaejama postavila japonská loďařská firma Japan Marine United Corporation ve svých loděnicích v Jokohamě.
Jednotky třídy Mijako:
| Jméno            | Založení kýlu   | Spuštěna           | Vstup do služby | Status    |
| ---------------- | --------------- | ------------------ | --------------- | --------- |
| Mijako (PL-201)  | 27. února 2018  | 13. března 2019    | 20. února 2020  | aktivní   |
| Ósumi (PL-202)   | 5. března 2019  | 4. listopadu 2021  | 21. dubna 2023  | aktivní   |
| Jaejama (PL-203) | 12. března 2020 | 30. listopadu 2022 | 22. února 2024  | aktivní   |
| Amami (PL-204)   |                 | 14. března 2024    | 24. března 2025 | aktivní   |
| Goto (PL-205)    |                 | 8. srpna 2024      | 2025 (plán)     | ve stavbě |
| Daitó (PL-206)   |                 | 12. března 2025    | 2025 (plán)     | ve stavbě |

## Konstrukce
Výzbroj tvoří dva 40mm kanóny Bofors Mk4 v dělových věžích na plošině na přídi a zádi. Dále nesou jedno vodní dělo na přídi. Plavidla jsou vybavena rychlým člunem RHIB a rychlými záchranářskými čluny ze sklolaminátu. Na zádi se nachází přistávací plocha pro jeden vrtulník. Plavidla však nejsou vybavena hangárem. Pohonný systém tvoří čtyři diesely Yanmar 8EY33W, každý o výkonu 6000 hp, pohánějící dva lodní šrouby se stavitelnými lopatkami. Manévrovací schopnosti schopnosti zlepšuje příďové dokormidlovací zařízení. Nejvyšší rychlost dosahuje 25 uzlů.